# Svetlana Mojsov
Svetlana Mojsov (Skopje, Macedònia del Nord, 8 de desembre de 1947) és una química macedònia i estatunidenca, nascuda a l'antiga Iugoslàvia, que és professora associada de recerca a la Universitat Rockefeller. La seva investigació se centra en la síntesi de pèptids. Va descobrir el pèptid semblant al glucagó-1 i el seu paper en el metabolisme de la glucosa i la secreció d'insulina. Novo Nordisk va transformar els seus avenços en agents terapèutics contra la diabetis i l'obesitat.

## Primers anys i educació
Mojsov es va llicenciar en físicoquímica a Belgrad. Es va incorporar al programa de postgrau de la Universitat Rockefeller el 1972, on va treballar al costat de Robert Bruce Merrifield (Premi Nobel de Química 1984) en la síntesi de pèptids. Concretament, Mojsov es va centrar en la síntesi de glucagó, que és alliberat pel pàncrees. En aquell moment es va proposar que el glucagó podria ajudar a tractar la diabetis tipus 2.

## Recerca i carrera científica
A la dècada de 1980, Mojsov es va traslladar a l'Hospital General de Massachusetts (MGH), on va ser nomenada cap d'una instal·lació de síntesi de pèptids. Hi va arribar poc després que Joel Habener hagués clonat proglucagó estudiant els peixos lofiformes -com el rap- trobats al port de Boston. Mojsov va treballar en la identificació del pèptid semblant al glucagó-1 (GLP-1), una hormona generada per l'intestí que desencadena l'alliberament d'insulina. La seqüència d'aminoàcids de GLP-1 era similar a un pèptid inhibidor gàstric, una incretina. Per intentar identificar si un fragment específic de GLP-1 era una incretina, Mojsov va crear un anticòs incretina i va desenvolupar maneres de fer un seguiment de la seva presència. Concretament, Mojsov va identificar que un tram de 31 aminoàcids del GLP-1 era una incretina. Juntament amb Gordon Weir al Joslin Diabetes Center de Boston i Habener, Mojsov va demostrar que petites quantitats de GLP-1 sintetitzat en laboratori podrien desencadenar insulina.
A la dècada de 1990, Mojsov va tornar a la ciutat de Nova York, on es reincorporà a la Universitat Rockefeller i al laboratori de Ralph M. Steinman ( Premi Nobel de Fisiologia o Medicina 2011). El 1992, el grup de l'Hospital General de Massachusetts que utilitzava GLP-1 sintetitzat per Mojsov va provar el GLP-1 en humans. Novo Nordisk ha desenvolupat fàrmacs que emulen l'acció del GLP1 com a tractaments per a l'obesitat i la diabetis. Finalment, els derivats de GLP-1 sintetitzats per Mojsov es van patentar com a pèptids capaços de provocar l'alliberament d'insulina, però amb Habener com a únic creador.

## La seva reivindicació
La seva tasca, però, es va haver de revindicar. Ella mateixa va haver de reclamar el reconeixement que mereixia per la seva recerca i els descobriments assolits, perquè les seves contribucions científiques han estat menystingudes i sovint ignorades, al costat de les dels seus companys de recerca. Així, per exemple, al 2021 el Premi internacional Gairdner de Canadà, un prestigiós guardó d’investigació biomèdica, s'atorgà a tres científics pel seu treball sobre els medicaments per a la diabetis i l’obesitat, però ella en resultà exclosa.
Mojsov va lluitar perquè el seu nom s'inclogués a les patents del MGH, que finalment va acceptar modificar quatre patents per incloure-hi el seu nom i va rebre un terç dels drets d'autoria dels medicaments durant un any.
La seva insistència va fer corregir diversos articles publicats en mitjans de prestigi i revistes especialitzats com The New York Times, Nature i Cell. Al setembre de 2023, la revista Science va publicar un extens article que finalment reconeixia la seva tasca pionera.
Ha hagut de continuar reivindicant el crèdit després que els seus col·laboradors hagin rebut diversos premis a mesura que les noves versions de GLP-1 s'han anat aprovant i popularitzant.

## Premis i guardons
El 2023, Svetlana Mojsov va rebre el premi VinFuture - Innovators With Outstanding Achievements in Emerging Fields.
Va ser nomenada per Nature com una de les deu persones més influents en l'àmbit de la ciència el 2023.
L'abril de 2024 va ser guardonada amb el premi Pearl Meister Greengard de la Universitat Rockefeller per la seva investigació sobre els desencadenants hormonals de la producció d'insulina que van conduir a tractaments innovadors per a la diabetis i l'obesitat.
Svetlana Mojsov va figurar entre les 100 persones més influents del 2024 a la secció Pioners per a la síntesi de GLP-1 i per desenvolupar anticossos contra ell.
El 2024 va ser inclosa a la llista TIME100 HEALTH de la revista TIME, de les persones més influents en salut al llarg de l'any, juntament amb Habener, Drucker i Jens Juul Holst.
L'any 2024 va ser guardonada amb el Premi Princesa d'Astúries d'Investigació Tècnica i Científica.

## Publicacions
En el moment de ser-li concedit el Premi Princesa d'Astúries de 2024 havia publicat 41 articles científics, i havia estat citada 5.032 vegades, amb un índex h de 28. Entre les seves publicacions hi haː
- Mojsov, Svetlana; Merrifield, RB (1984-12). «An improved synthesis of crystalline mammalian glucagon». European Journal of Biochemistry. 145 (3).
- Svetlana Mojsov; Gordon C. Weir; Joel F. Habener (1 de febrer de 1987). «Insulinotropin: glucagon-like peptide I (7-37) co-encoded in the glucagon gene is a potent stimulator of insulin release in the perfused rat pancreas». Journal of Clinical Investigation. 79 (2): 616–619.
- S Mojsov; G Heinrich; I B Wilson; M Ravazzola; L Orci; J F Habener (1 September 1986). «Preproglucagon gene expression in pancreas and intestine diversifies at the level of post-translational processing». Journal of Biological Chemistry. 261 (25): 11880–11889.
- Nathan, David M; Schreiber, Eric; Fogel, Howard; Mojsov, Svetlana; Habener, Joel F (01/02/1992). «Insulinotropic Action of Glucagonlike Peptide-I-(7–37) in Diabetic and Nondiabetic Subjects». Diabetes Care. 15 (2): 270–276.

## Vida personal
A l'escola de postgrau, Mojsov va conèixer el seu futur marit, l'immunòleg brasiler Michel C. Nussenzweig.